# Aquilegia formosa
Aquilegia formosa es una atractiva especie de planta de flores de la familia Ranunculaceae, nativa de Norteamérica, desde Alaska a Baja California, en Montana y Wyoming. 

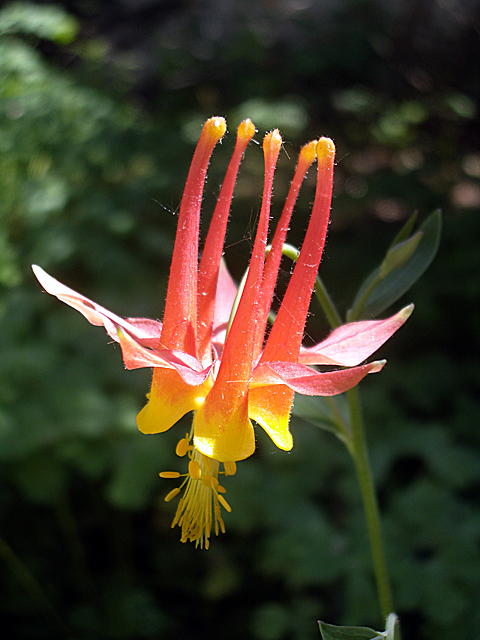
Detalle de la flor

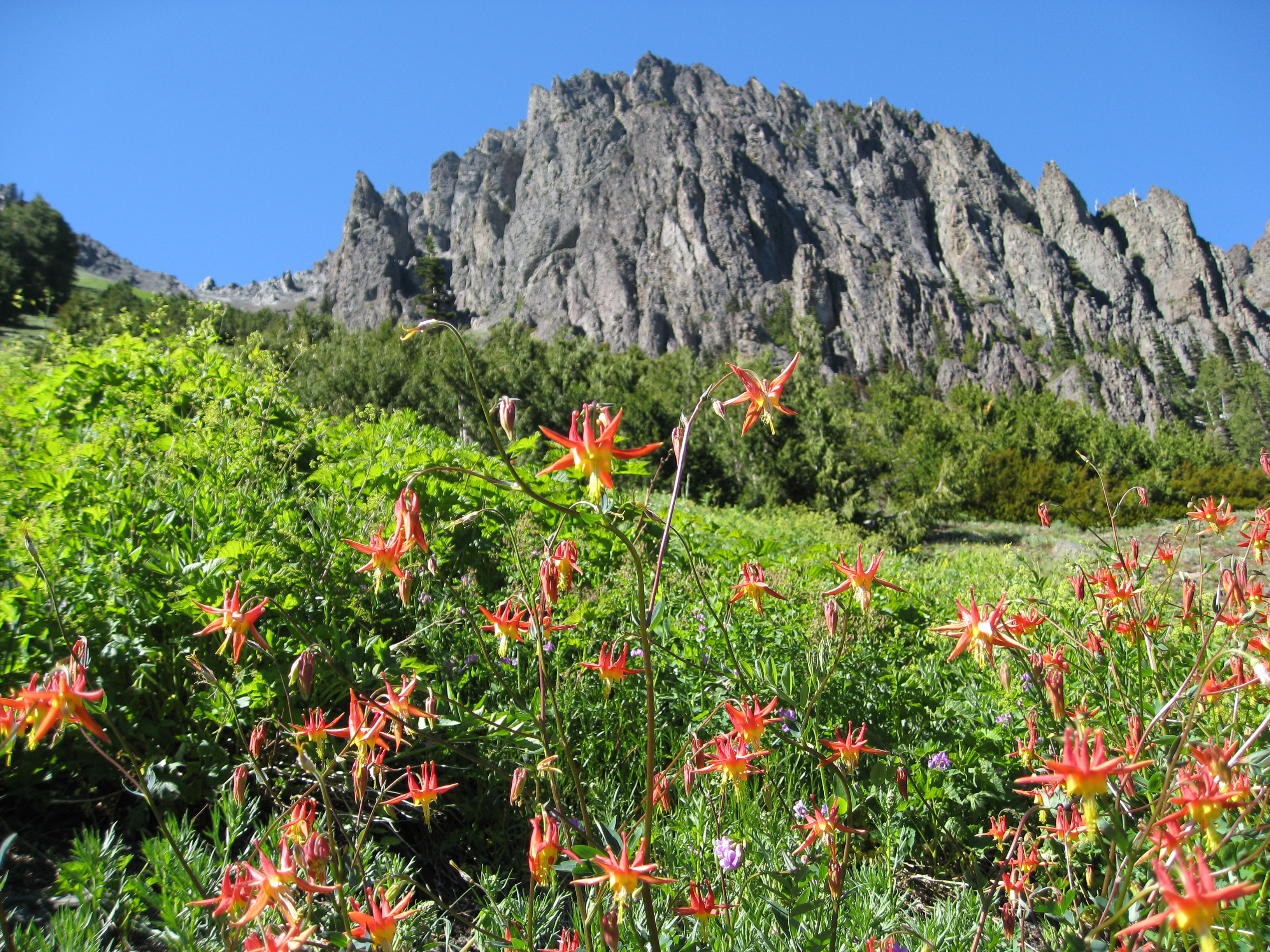
En su hábitat

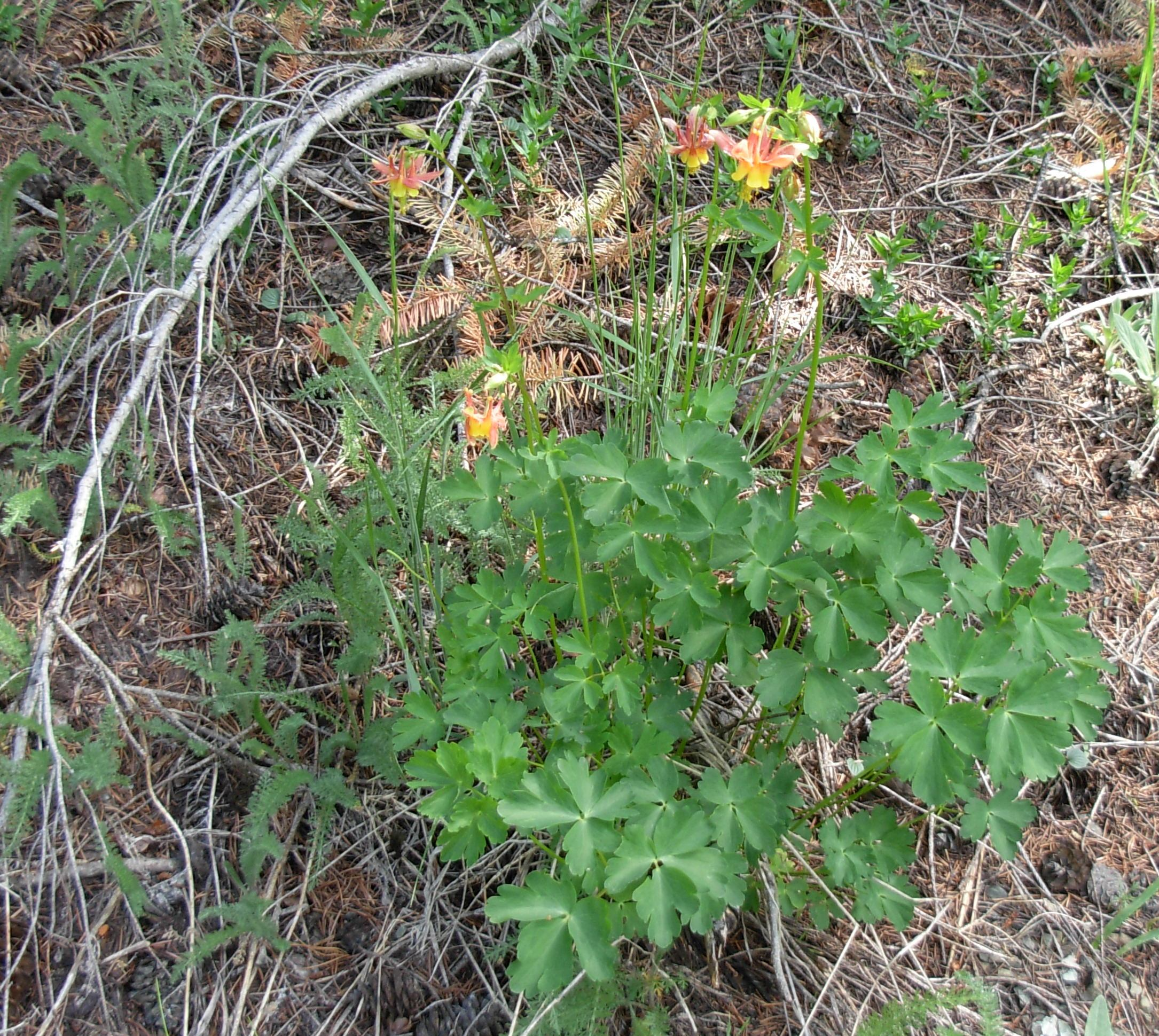
Vista de la planta

## Descripción
La planta alcanza los 20-80 cm de altura, promediando alrededor de 60 cm. Las flores, que se pueden ver de abril a agosto (con algunas variaciones entre las regiones), tienen unos 5 cm de longitud y un color rojo y amarillo. Técnicamente, las partes externas de la flor que se extienden de color rojo o naranja son los sépalos, y las partes internas amarillas son los verdaderos pétalos. Los pétalos tienen espuelas que atraen a los polinizadores de la planta, las polillas esfinge. Los colibríes también se sienten atraídos en los jardines.
Las flores son comestibles, con un sabor dulce, aunque las semillas pueden ser fatales si se comen, y la mayoría de las partes de la planta contienen glucósidos cianogénicos.

## Distribución y hábitat
Se pueden encontrar en muchos hábitat como  (chaparrales, bosques de robles o coníferas. No se encuentran en terrenos desérticos o en alturas sobre los 3300 metros. Prefiere lugares húmedos.  

## Taxonomía
Aquilegia formosa, fue descrita  por Friedrich Ernst Ludwig von Fischer ex A. P. de Candolle y publicado en Prodromus Systematis Naturalis Regni Vegetabilis 1: 50, en el año 1824.
Etimología
Ver: Aquilegia
formosa: epíteto latino que significa "bella".
Variedades
- Aquilegia formosa var. communis Boivin
- Aquilegia formosa var. fosteri Welsh
- Aquilegia formosa var. hypolasia (Greene) Munz
- Aquilegia formosa var. megalantha Boivin
- Aquilegia formosa var. pauciflora (Greene) Boothman
- Aquilegia formosa var. truncata (Fisch. & C.A. Mey.) Baker
- Aquilegia formosa var. wawawensis (Payson) St. John

Sinonimia
- Aquilegia arctica Loudon
- Aquilegia californica Hartw.
- Aquilegia californica A.Gray
- Aquilegia canadensis Hook.
- Aquilegia canadensis f. arctica (Loudon) Rapaics
- Aquilegia canadensis var. eminens (Greene) B.Boivin
- Aquilegia canadensis var. formosa (Fisch. ex DC.) S.Watson
- Aquilegia canadensis subsp. formosa (Fisch. ex DC.) Brühl
- Aquilegia canadensis var. incarnata Rapaics
- Aquilegia canadensis f. truncata (Fisch. & C.A.Mey.) Rapaics
- Aquilegia columbiana Rydb.
- Aquilegia emarginata Eastw.
- Aquilegia hookeri Borbás
- Aquilegia hypolasia Greene
- Aquilegia pauciflora Greene
- Aquilegia truncata Fisch. & C.A.Mey.
- Aquilegia truncata var. pauciflora (Greene) Jeps.
- Aquilegia wawawensis Payson[4]
- Aquilegia mohavensis Munz
- Aquilegia shockleyi Eastw.[5]